# سيدي عبد الرحمان (الجعافرة)
سيدي عبد الرحمان هو دُوَّار يقع بجماعة رأس عين الرحامنة، إقليم الرحامنة، جهة مراكش آسفي في المملكة المغربية. ينتمي الدوّار لمشيخة الجعافرة التي تضم 13 دوار. يقدر عدد سكانه بـ 135 نسمة حسب الإحصاء الرسمي للسكان والسكنى لسنة 2004.

## روابط خارجية
- البوابة الوطنية للجماعات الترابية نسخة محفوظة 12 مارس 2018 على موقع واي باك مشين.
- المندوبية السامية للتخطيط